# Family Tree (serie televisiva)
Family Tree è una serie televisiva britannica-statunitense realizzata in stile falso documentario, creata da Christopher Guest e Jim Piddock.
La serie è andata in onda sul canale via cavo statunitense HBO dal 12 maggio 2013 e sul canale britannico BBC Two dal luglio 2013. Il 23 gennaio 2014 la HBO cancella ufficialmente la serie.

## Trama
Tom Chadwick è un trentenne britannico che sta attraversando un periodo difficile della sua vita, dopo aver perso lavoro e fidanzata. Dopo la morte di una lontana prozia, che non ha mai conosciuto, Tom eredita una misteriosa scatola, contenente per lo più foto e cianfrusaglie. Grazie a questi oggetti scopre un mondo fatto di personaggi e storie insolite, e inizia un percorso alla ricerca di sé stesso e delle origini della propria famiglia.

## Personaggi e interpreti
- Tom Chadwick, interpretato da Chris O'Dowd.
È un trentenne britannico che inizia a indagare sul suo lignaggio.
- Bea Chadwick/Monk, interpretata da Nina Conti.
È la sorella di Tom, che dopo un trauma infantile, causato da un incidente con una pulcinella di mare, comunica attraverso una scimmia di peluche, di nome Monk, che porta sempre con sé.
- Pete Stupples, interpretato da Tom Bennett.
È l'immaturo migliore amico di Tom, che lavoro presso lo zoo di Londra.
- Mr. Pfister, interpretato da Jim Piddock.
È l'eccentrico proprietario del "Mr. Pfister Bits & Bobs", un antico negozio per collezionisti a Londra
- Keith Chadwick, interpretato da Michael McKean.
È il padre di Tom
- Luba Chadwick, interpretata da Lisa Palfrey.
È la moglie moldava di Keith, una donna estremamente eccentrica.

### Altri personaggi
- David Chadwick, interpretato da Christopher Guest.
- Dr. Al Chadwick, interpretato da Ed Begley Jr..
- Graham Chadwick, interpretato da Christian Rodska.
- Ronnie Chadwick, interpretato da Adam James.
- Kitty Chadwick, interpretata da Carrie Aizley.
- Emma Chadwick, interpretata da Susan Earl.
- Marty Schmelff, interpretato da Kevin Pollak.
- Melvin Schmelff, interpretato da Bob Balaban.
- Lucy Pfister, interpretata da Annabel Scholey.
- Mike Morton, interpretato da Fred Willard.

## Episodi
| Stagione       | Episodi | Prima TV originale | Prima TV Italia |
| -------------- | ------- | ------------------ | --------------- |
| Prima stagione | 8       | 2013               | inedita         |

## Produzione
La serie è scritta interamente da Christopher Guest e Jim Piddock, mentre gli otto episodi che compongono la prima stagione sono diretti da Guest. La serie è girata con la tecnica del falso documentario con dialoghi improvvisati dagli attori, che più volte interrompono le storie per parlare direttamente in camera.